# Hội chứng Gilbert
Hội chứng Gilbert (GS) là một rối loạn gan nhẹ, trong đó gan không xử lý bilirubin đúng cách. Nhiều người mắc bệnh này không bao giờ có triệu chứng. Thỉnh thoảng có thể có màu da hơi vàng hoặc lòng trắng mắt màu vàng. Các triệu chứng khác có thể bao gồm cảm thấy mệt mỏi, yếu và đau bụng.
Hội chứng Gilbert là do đột biến gen UGT1A1 dẫn đến giảm hoạt động của enzyme glucuronosyltransferase của bilirubin uridine diphosphate. Nó thường được di truyền theo kiểu lặn tự phát và đôi khi theo kiểu trội tự phát tùy thuộc vào loại đột biến. Các cơn vàng da có thể được kích hoạt do căng thẳng như tập thể dục, kinh nguyệt hoặc không ăn uống. Chẩn đoán dựa trên mức độ cao hơn của bilirubin không liên hợp trong máu mà không có dấu hiệu của các vấn đề về gan khác hoặc phá vỡ hồng cầu.
Thông thường không cần điều trị. Nếu vàng da nhiều thì phenobarbital có thể được sử dụng. Hội chứng Gilbert ảnh hưởng đến khoảng 5% số người ở Hoa Kỳ. Nam giới thường được chẩn đoán nhiều hơn nữ giới. Nó thường không được chú ý cho đến khi tuổi thơ đến tuổi trưởng thành sớm. Hội chứng này được Augustin Nicolas Gilbert mô tả lần đầu tiên vào năm 1901.

## Dấu hiệu và triệu chứng

### Vàng da
Hội chứng Gilbert tạo ra một mức độ cao của bilirubin không liên hợp trong máu, nhưng thường không có hậu quả nghiêm trọng. Vàng da nhẹ có thể xuất hiện trong điều kiện gắng sức, căng thẳng, nhịn ăn và nhiễm trùng, nhưng tình trạng này thường không có triệu chứng. Các trường hợp nghiêm trọng được nhìn thấy bằng cách nhuộm màu vàng của da và màu vàng của lớp màng cứng trong mắt.
GS đã được báo cáo là có thể góp phần vào sự khởi phát nhanh chóng của vàng da sơ sinh, đặc biệt là trong sự hiện diện của sự phá hủy tế bào hồng cầu tăng lên do các bệnh như thiếu G6PD. Tình trạng này có thể đặc biệt nguy hiểm nếu không được điều trị nhanh chóng, vì tỷ lệ bilirubin cao gây ra khuyết tật thần kinh không hồi phục ở dạng kernicterus.